# إشنباخ إن در أوبربفالتز
اشنباخ در اوبرفالتز (بالألمانية: Eschenbach in der Oberpfalz) هي بلدة ألمانية تقع في ألمانيا في Neustadt an der Waldnaab (district). يقدر عدد سكانها بـ 3,993 نسمة .